# Ciobanca, Strășeni
Ciobanca este un sat din cadrul comunei Pănășești din raionul Strășeni, Republica Moldova. Are o populație de 711 locuitori, dintre care aproximativ 300 sunt apți de muncă.

## Istorie
A fost atestat la 11 aprilie 1552, printr-un document care atestă că satul se afla în dreptul de stăpânire al Mănăstirii Căpriana.
Apare înregistrat în listele localităților Imperiului Rus cu 40 de case și 196 de oameni. Listele au fost publicate la Sankt-Petersburg în 1861, cifrele referindu-se la 1859. În statistica lui A. Egunov din 1870, satul figurează cu 47 de case, un total de 10 cai, 86 de vite cornute mari și 200 de oi.
În următorii 5 ani, populația sporește cu 5 bărbați și 14 femei și apar 5 gospodării noi. În 1877, de la 21 iulie până la 1 august, de ciumă mor 4 oameni.Mănăstirea stăpânea cea mai mare parte a terenurilor agricole.
În 1901 este deschisă o școală ministerială. În 1904 sunt documentate 85 de case, apoi 70 de case în 1910, când aici locuiau 417 oameni. În anul de învățământ 1912-1913 I. Pavlov instruia în singura clasă a școlii sale 30 de copii. Satul avea multe prisăci. Elevii deprindeau și creșterea viermilor-de-mătase. În 1923, erau înregistrate 115 case. Două mari recensăminte, din 1979 și 1989, înregistrează 702 și, respectiv, 757 de locuitori.
În 1994, conform Dicționarului statistic al RM, satul avea 189 de gospodării, cu 775 de oameni, inclusiv 300 apți de muncă. 179 de gospodării foloseau gazul lichefiat. Fondul locativ constituia 9,7 mii mp. În sat erau 56 de fântâni, 2 km de drumuri, două magazine, un punct medical, o grădiniță de copii, o școală și o bibliotecă. În 2001 în sat locuiau 776 de oameni. Copiii de vârstă școlară învățau la Pănășești, de alte servicii oamenii beneficiau tot acolo.

## Geografie și societate
Suprafața constituie 1,3 kmp. Distanța până la orașul Chișinău este de 33 km.
În sat sunt 60 de fântâni. Rețeaua rutieră are o lungime totală de 2,5 km, dintre care 1 km cu îmbrăcăminte dură. Funcționează un punct medical, o grădiniță de copii, o școală și o bibliotecă.
Este despărțit în două de traseul G97 Căpriana–R1. Este unit structural și geografic de Pănășești, aceste două sate practicând același stil arhitectonic, cu case văruite în alb, albastru sau verde, cu pridvoare de piatră, cu coloane, porți și garduri de piatră. Nu se deosebește nici stilul etnografic.
Pădurile din jurul satului sunt populate de stejar, tei, plop, carpen, ulm, arțar, diverși arbuști și specii de floră ierboasă.